# Aan de vooravond
Aan de vooravond (Russisch: Накануне) is een roman van de Russische schrijver Ivan Sergejevitsj Toergenjev. Het is de derde roman van Toergenjev en is oorspronkelijk verschenen in 1860.

## Synopsis
Het verhaal gaat over de Russische Jelena Nikolajevna Stachova, dochter van de hypochondrische Anna Vasiljevna Stachova en de almaar afwezige vader Nikolaj Artemjevitsj Stachov, die verliefd wordt op een Bulgaarse revolutionair genaamd Dmitri Nikanorytsj Insarov. Het verhaal speelt zich grotendeels af op de datsja van de Stachovs.
Bij het gezin logeren twee jongemannen op de datsja, namelijk Sjoebin en Bersenjev. Beide jongemannen koesteren een stille, maar krachtige liefde voor Stachova. Bersenjev nodigt vervolgens een vriend, de arme student Insarov, uit om bij de Stachovs op de datsja te verblijven. Het wordt al snel duidelijk dat Insarov zijn leven in het teken stelt van de bevrijding van zijn vaderland Bulgarije van de Turken. Er bloeit een liefde op tussen Stachova en Insarov en ze trouwen in het geheim, tot grote teleurstelling en woede van haar ouders. 
Uiteindelijk vertrekken ze samen naar Bulgarije om voor de Bulgaarse vrijheidszaak te strijden, waar de al langer zieke Insarov sterft aan tuberculose. Jelena Nikolajevna besluit, ondanks het overlijden van Insarov, de Bulgaarse vrijheidsstrijd voort te zetten.